# Farkastorok
A farkastorok (más néven szájpadhasadék) a kemény szájpad fejlődési hibája, amikor az két oldalról nem záródik el teljesen, és kisebb-nagyobb hasadék marad a szájpadon, a felső fogsortól kezdődve, a lágy szájpadig terjed hátrafelé, s a szájüreg ezen hasadékon át, az orrüreggel összeköttetésben marad.
Az embrionális élet bizonyos szakában ugyanis az orrüreg és a szájüreg még nincs elkülönülve, és csak később képződik válaszfal a közös orr-szájüregben oldalról növő nyúlványokkal: a kemény szájpad.

## Jellemzői
A kemény szájpad fejlődésében beálló gátló zavarok a farkastorok alapokai.
Legtöbb esetben vele együtt a felső ajak is hasadt marad ún. nyúlajak alakjában.
Minthogy a szoptatás tökéletesen csak úgy történhet, ha a nyelv háta a szájba vett emlőbimbót a kemény szájpadhoz nyomhatja, s így préselheti ki belőle a tejet, könnyen érthető, hogy farkastorkú csecsemőknél a szoptatás milyen tökéletlen, sőt néha lehetetlen is.
Ilyen csecsemő táplálkozása tehát mindig nehéz, ezért operációval kell hogy gyógyítsák, éppúgy mint a nyúlajkat. Ezenkívül a farkastorok a hangképzést is zavarja, s az ilyen egyének sokszor majdnem érthetetlen hangokkal beszélnek, az orrukon keresztül. Nagyobb fokú farkastoroknál vagy olyan esetben, ahol a műtét nem sikerül, kemény, vulkanizált kaucsukból készült lemezzel (obturator) lehet a hasadékot elzárni, s így a beszédet érthetővé tenni.

## Előfordulása
A farkastorok előfordulása (2500 születésre 1) jóval gyakoribb a nőkben (67%), mint a férfiakban, nem mutat összefüggést az anya korával. Ha egészséges szülőknek van egy farkastorokkal született gyermeke, a következő gyermek érintettségének esélye is csak 2%. Amennyiben viszont van a családban egy rokon hasonló rendellenességgel és egy gyermek szájpadhasadékkal, úgy a veszélyeztetettség értéke 7% és 15% közé esik. Nőkben a szájpadnyúlványok összenövése egy héttel később következik be, mint a férfiakban. Ez lehet a magyarázat arra, hogy miért gyakoribb az izolált szájpadhasadék nőkben, mint férfiakban.

## Katalizálók
Antikonvulzívumok, mint amilyen a fenobarbital vagy diphenylhydantoin, amennyiben terhesség idején adják, megnövelik a szájpadhasadék kialakulásának veszélyét.